# Chronologie de Dada et du surréalisme
 Chronologie de dada et du surréalisme 
- 1938
- 1939
- 1940
- 1941
- 1942
- 1943
- 1944
- 1945
- 1946

« Il serait faux de dire que le surréalisme est né après Dada, comme un phénix renaissant de ses cendres. Il est né  pendant Dada et a pris conscience de ses moyens au cours de son action publique. »

— Sarane Alexandrian, 1969.

« Jusqu'à ce jour, peu d'anciens adhérents ont rédigé leurs mémoires, on peut même dire aucun : ou très fragmentairement [...] Le « mouvement surréaliste » demeure inconnu, sans la vie quotidienne, la vie non quotidienne, le développement d'une histoire, le conflit des histoires. »

— Raymond Queneau, 1967.
Cette chronologie tente de répertorier le plus exhaustivement possible tous les événements ayant un rapport avec Dada, depuis sa création en 1916, et le Surréalisme jusqu'en 1969, année de l'auto-dissolution du groupe surréaliste.
Chaque année se présente en trois parties :
- « Éphémérides » pour l'énumération des faits datés au jour ou au mois,
- « Cette année-là » pour les événements survenus dans le courant de l'année et dont le jour ou le mois, faute de source, reste à préciser,
- « Œuvres » pour l'énumération des œuvres, soit présentées (en public ou en privé) pour la première fois (œuvres plastiques, spectacles), soit dont l'achèvement (voire le début d'exécution) est indiqué par un ouvrage de référence.

La citation d'une œuvre est faite dans la partie "Éphémérides" quand est connue :
- pour un livre, la date d'achevé d'imprimer,
- pour une revue, le jour de parution,
- pour une œuvre plastique, la date du vernissage.

## Principales sources bibliographiques
- Sarane Alexandrian, L'Art surréaliste, éditions Hazan, Paris, 1969 (pas d'ISBN)
- (fr + en) Alix Agret (dir.) et Dominique Païni (dir.), Surréalisme au féminin ? (catalogue de l'exposition présentée du 31 mars au 10 septembre 2023 au Musée de Montmartre-Jardins Renoir), In fine/Musée de Montmartre, 2023 (ISBN 978-2-38203-116-2)
- Agnès Angliviel de la Beaumelle, Yves Tanguy, Centre Pompidou, Paris, 1982, catalogue de l'exposition du Musée national d'art moderne au Centre Georges Pompidou, du 17 juin au 27 septembre 1982
- Louis Aragon, Œuvres poétiques complètes, tome I, éditions Gallimard, Bibliothèque de la Pléiade, Paris, 2007  (ISBN 978-2-07-011327-9)
- Antonin Artaud (édition établie, présentée et annotée par Évelyne Grossman), Œuvres, Gallimard, coll. « Quarto », 2004 (ISBN 978-2-07-076507-2)
- Jean-Louis Bédouin, La Poésie surréaliste, éditions Seghers, Paris, 1964
- Henri Béhar, André Breton le grand indésirable, éditions Fayard, Paris, 2005, édition revue et ressourcée (première édition chez Calmann-Lévy, 1990),  (ISBN 2-7021-1584-5)
- Adam Biro et René Passeron, Dictionnaire général du surréalisme et de ses environs, Office du livre/Presses universitaires de France, 1982 (ISBN 2-13-037280-5)
- André Breton, Le Surréalisme et la peinture, Gallimard, 1928-1965 (pas d'ISBN)
- André Breton, Œuvres complètes, 4 tomes, Bibliothèque de la Pléiade, éditions Gallimard, Paris, 1988-2008. Appareil critique de Marguerite Bonnet et Étienne-Alain Hubert,  (ISBN 2-07-011138-5)
- [Canonne 2007] Xavier Canonne, Le surréalisme en Belgique: 1924-2000, Actes Sud, 2007 (ISBN 9782742772094) — ed. anglaise disponible sur Internet Archive
- Xavier Canonne (dir.), Histoire de ne pas rire : le surréalisme en Belgique, Fonds Mercator & Bozar books, Bruxelles 2024 (pas d'ISBN)
- Jean-Paul Clébert, Dictionnaire du Surréalisme, éditions du Seuil & A.T.P., Chamalières, 1996  (ISBN 978-2-02-024588-3)
- Georgiana Colvile, Scandaleusement d'elles : trente-quatre femmes surréalistes, Jean-Michel Place, 1999 (ISBN 2-85893-496-7)
- Gabriele Crepaldi, L'Art moderne 1900-1945, Gründ, 2006
- Marc Dachy, Archives Dada. Chroniques, éditions Hazan, Paris, 2005  (ISBN 2-7541-0009-1)
- [Dachy 2011] Marc Dachy, Dada & les dadaïsmes : rapport sur l'anéantissement de l'ancienne beauté, Gallimard, 2011 (1re éd. 1994) (ISBN 978-2-07-043933-1, lire en ligne)
- Pierre Daix, La Vie quotidienne des surréalistes (1917-1932), éditions Hachette, Paris, 1993  (ISBN 2-01-014359-0)
- [Dickerman 2005] Leah Dickerman (en), Dada : Zurich, Berlin, Hannover, Cologne, New York, Paris, National Gallery of Art, 2005 (ISBN 978-1-933045-20-7, lire en ligne) — Certains des textes sont repris et traduits dans Le Bon 2005.
- [Durozoi 1997] Gérard Durozoi, Histoire du mouvement surréaliste, Hazan, 1997 (ISBN 2-85025-560-2, lire en ligne)
- Paul Eluard, Poésies complètes, Bibliothèque de la Pléiade, Gallimard, Paris, 1968
- Vincent Gille & Béatrice Riottot El-Habib (dir.), Le Surréalisme et l'Amour, Gallimard, Paris, 1997, catalogue de l'exposition au Pavillon des Arts de Paris du 6 mars au 18 juin 1997
- Marcel Jean, Histoire de la peinture surréaliste, 1959, éditions du Seuil (pas d'ISBN)
- Laurent Le Bon (dir.), Dada, éditions du Centre Pompidou, 2006  (ISBN 2-84426-277-5) — Dossier pédagogique (archive)
- Serge Lemoine, Dada, éditions Hazan, Paris, 1991-2005
- [Ottinger 2013] Didier Ottinger (dir.), Dictionnaire de l'objet surréaliste (exposition, Paris, Musée national d'art moderne, Centre Pompidou, 30 octobre 2013-3 mars 2014), Gallimard, Centre Pompidou, 2013 (ISBN 978-2-07-014181-4) — Dossier
- René Passeron, Surréalisme, 2005, éditions Terrail/Edigroup  (ISBN 2-87939-297-7)
- Gaëtan Picon, Le Surréalisme 1919-1939, 1976, éditions Albert Skira  (ISBN 2-605-00021-4)
- José Pierre, L'Univers surréaliste, Somogy, Paris, 1983  (ISBN 2-7242-3335-2)
- José Pierre, Tracts surréalistes, tomes I & II, 1982, Paris, Le Terrain Vague (pas d'ISBN)
- Mark Polizzotti, André Breton, 1995, Gallimard, Paris,  (ISBN 2-07-073298-3)
- Michel Sanouillet, Dada à Paris, CNRS éditions, Bayeux, 1965, édition remaniée et augmentée de 2005,  (ISBN 2-271-06337-X) DOI 10.4000/books.editionscnrs.8798
- Werner Spies (dir.), La révolution surréaliste (exposition présentée au Centre Pompidou), 2002 (ISBN 2-84426-105-1, présentation en ligne)
- Aurélie Verdier, L'ABCdaire de Dada, éditions Flammarion, 2005